# 石各庄镇 (天津市)
石各庄镇，是中华人民共和国天津市武清区下辖的一个乡镇级行政单位。

## 行政区划
石各庄镇下辖以下地区：
石东村、石南村、石北村、石西村、定子务村、西南庄村、敖东村、敖南村、敖北村、敖西村、梁各庄村和李各庄村。